# Carlos Cardoso

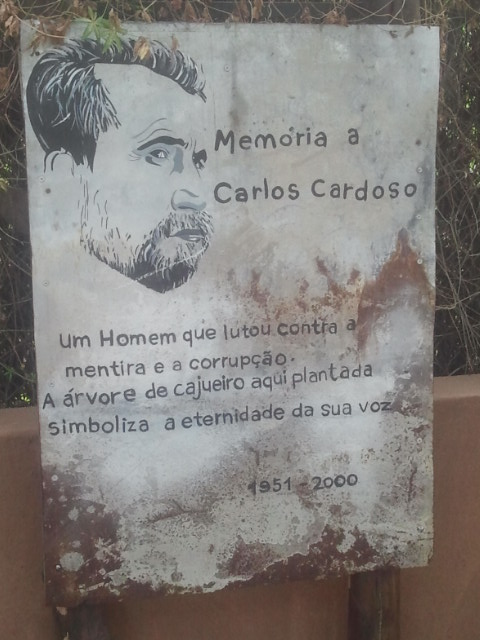
Gedenktafel zu Ehren Carlos Cardosos

Carlos Cardoso (* 1951 in Beira; † 22. November 2000 in Maputo) war ein mosambikanischer Journalist. Nach seiner Ermordung im Jahr 2000 untersuchte seine Zeitung Korruptionsfälle bei der Privatisierung der größten mosambikanischen Bank.

## Biographie
Cardoso wurde 1951 in Beira als Sohn portugiesischer Einwanderer in die Kolonie Mosambik geboren. Sein Vater war in der Milchproduktion tätig. Cardoso wuchs in Mosambik auf und besuchte die weiterführende Schule in Südafrika, wo er anschließend auch an der Witwatersrand-Universität studierte. Er sprach Portugiesisch und als Zweitsprachen den Shona-Dialekt Ndau und Englisch.
Nach dem Rückzug der portugiesischen Kolonialverwaltung aus Mosambik 1974 und der Machtübernahme durch die FRELIMO war Cardoso einer der wenigen portugiesischstämmigen weißen Mosambikanern, die im Land blieben. Er arbeitete zunächst im staatlichen Rundfunk und ab 1980 als Redakteur der staatlichen Nachrichtenagentur AIM. Nachdem er für kurze Zeit inhaftiert war, arbeitete Cardoso als Berater von Samora Machel. 1989 verließ er die AIM und arbeitete zunächst als Künstler. Er gründete Mediacoop, eine unabhängige Pressevereinigung. 1989 lernte er seine Frau Nina Berg kennen, eine norwegische Rechtsanwältin, mit der er zwei Kinder hatte.
1992 gründete er die Zeitung Savana, deren Redaktionsteam er jedoch 1997 verließ, um eine neue wirtschaftsthematische Tageszeitung Metical zu gründen. Diese erschien bis 2001. Er wurde 1998 in den Stadtrat von Maputo gewählt.

## Ermordung

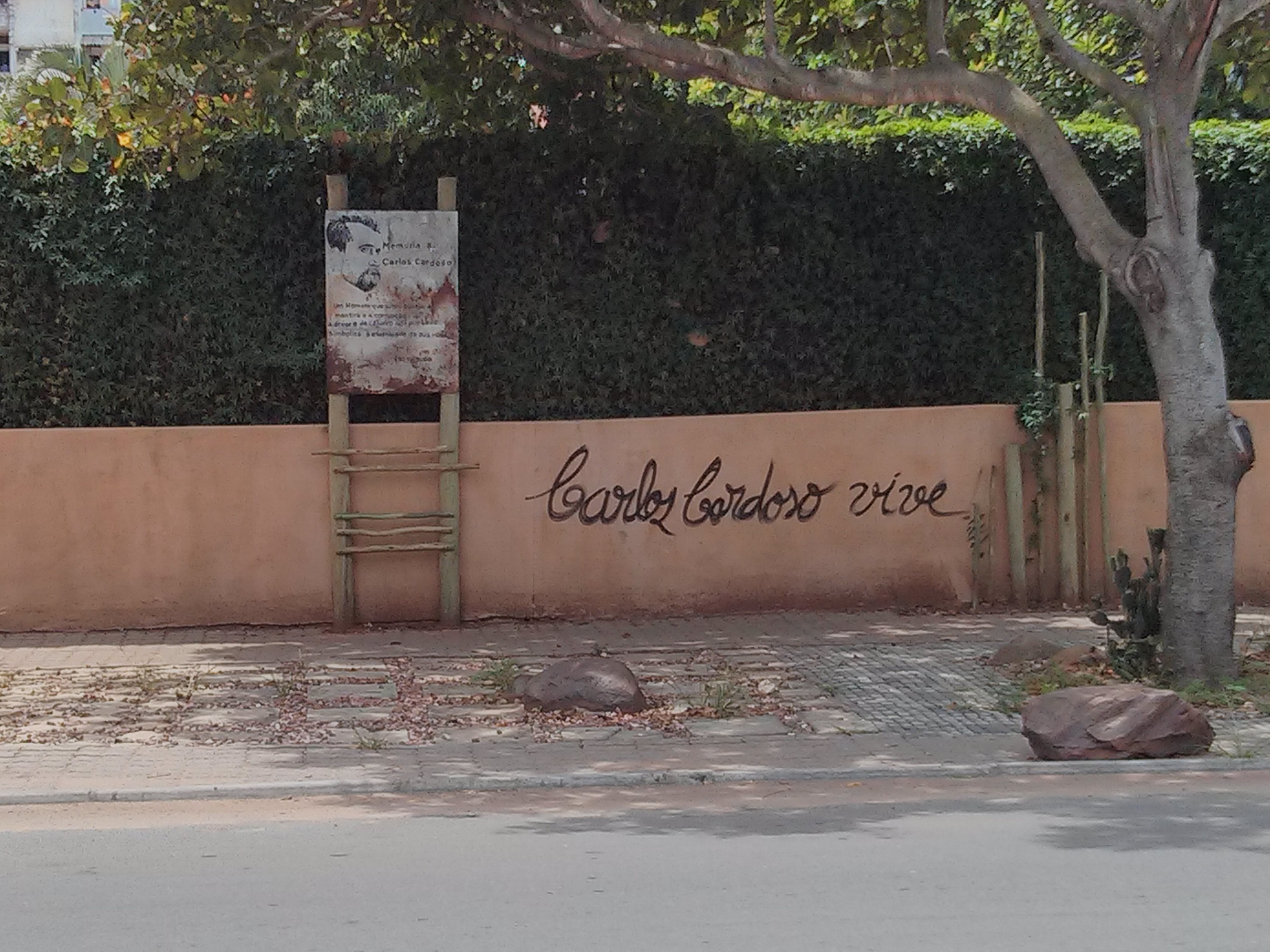
Ort der Ermordung in der Avenida dos Mártires de Machava, heute mit Gedenktafel und Spruch „Carlos Cardoso vive“ (Carlos Cardoso lebt)

Cardoso wurde am 22. November 2000 im Zentrum von Maputo erschossen. Er untersuchte zu diesem Zeitpunkt einen Betrug in Höhe von 14 Millionen US-Dollar im Zusammenhang mit der Privatisierung der größten mosambikanischen Bank Banco Comercial de Moçambique. Im Prozess 2002 sagten drei der sechs Verdächtigen aus, Nyimpine Chissano, der Sohn des damaligen mosambikanischen Präsidenten Joaquim Chissano, habe den Mord in Auftrag gegeben und bezahlt. Der Portugiese Anibal dos Santos wurde 2003 nach seiner Flucht aus dem Gefängnis in Abwesenheit verurteilt. Ein Folgeprozess 2006 (nach Santos’ zweiter Flucht) bestätigte die Verurteilung zu 30 Jahren Haft.
2006 wurden Nyimpine Chissano von der Staatsanwaltschaft die Verantwortung an Cardosos Ermordung sowie zahlreiche wirtschaftliche Verbrechen zur Last gelegt. Die AIM berichtete am 11. Mai 2006 von anonymen Klagen, dass der Haftbefehl gegen Chissano zurückgezogen worden sei, nachdem sich der ehemalige Präsident Chissano und seine Frau eingeschaltet hätten.